# Wang Kuan-hung
Wang Kuan-hung (en chino tradicional, 王冠閎; pinyin, Wáng Guànhóng; Taipéi, 23 de enero de 2002), también conocido como Eddie Wang, es un nadador taiwanés especialista en pruebas de mariposa.

## Carrera deportiva
En 2018, representó a China Taipéi en los Juegos Asiáticos de 2018 celebrados en Yakarta, Indonesia. Compitió en las pruebas de 100 y 200 metros mariposa. Finalizó séptimo en los 200 metros. En octubre compitió en los Juegos Olímpicos de la Juventud de Buenos Aires 2018 en las pruebas de 100 y 200 metros mariposa y 200 metros libre. En noviembre de ese mismo año estableció un nuevo récord nacional de 200 mariposa en piscina corta con un tiempo de 1:52.38.
En 2019, representó a China Taipéi en el Campeonato Mundial de Natación de 2019 celebrado en Gwangju, Corea del Sur. Nadó los 200 mariposa y el relevo de 4x200 libre. En agosto participó en el Campeonato Mundial Junior de Natación de 2019 celebrado en Budapest, Hungría, donde logró la mínima olímpica en los 200 mariposa con un tiempo de 1:56.48. Además, batió el récord nacional en 100 mariposa dejándolo en 52.83. En octubre volvió a batir sus récords nacionales de 100 y 200 mariposa, con unos tiempos de 52.68 y 1:55.82 respectivamente.
En 2020, compitió en la Liga Internacional de Natación con el equipo de los Cali Condors, donde batió el récord mundial junior que tenía Daiya Seto desde 2012, con un tiempo de 1:50.79.
Estudia el grado en Educación Física en la Universidad Normal Nacional de Taiwán.